# Urús-Martan
Urus-Martan (en txetxè: ХІахІа-Марта, en rus: Уру́с-Марта́н) és una ciutat de Txetxènia, situada al Riu Martan. La ciutat està situada al riu Martan, en la part central de la república, al sud-oest de Grozni. És el centre administratiu del Districte d'Urus-Martanovski, i la segona ciutat més gran de Txetxènia. L'any 2002 tenia 39.982 habitants.